# Magnus Jákupsson
Magnus Jákupsson (født 8. september 1994) er en færøsk/dansk elitesvømmer, som svømmer for Farum Svømmeklub siden marts 2015, og for det danske svømmelandshold siden 2013. Han har tidligere svømmet for startfællesskabet SIGMA Nordsjælland og Vestegnens Aqua Team (VAT). Indtil 2012 svømmede han for Færøernes svømmelandshold, han har sat næstflest af mændenes færøske rekorder næst efter  Pál Joensen, Magnusson har sat rekorderne i disciplinerne ryg, individuel medley og butterfly. Han flyttede til Danmark i 2011, og året efter skiftede han svømmenationalitet, således at han fremover kun svømmer for Danmark og ikke for Færøerne. Indtil han skiftede svømmenationalitet var han indehaver af seks individuelle færøske rekorder på kortbane og otte individuelle færøske rekorder på langbane. Før Jákupsson flyttede til Danmark svømmede han for Tórshavns svømmeklub, Havnar Svimjifelag. 
I oktober 2013 blev han udtaget til Graet Danes projektet, og året efter, i november 2014 blev han udtaget til det danske seniorlandshold, The Vikings.
I 2015 satte han dansk rekord i 50 meter ryg ved EM på kortbane i Netanya, Israel med tiden 23.84. Den 24. januar 2016 satte han også rekord i samme distance på langbane, da han tangerede Matthias Gydesens rekord fra 2010, som var 25.44 sekund. Jákupsson satte rekorden ved Flanders Speedo Cup i finalen i 50 meter ryg, hvor han vandt guld. Ved Danish Open 2016 satte han ny dansk rekord i 50 meter ryg med tiden 25.43 sekund,  derved forbedrede han sin egen og Matthias Gydesens rekord med 1/100 sekund.

## Svømmekarriere

### Danmarksmester stævne på kortbane 2011
I november 2011 deltog Magnus Jákupsson i DM på kortbane i Thisted. Han vandt flere medaljer og satte også flere nye færøske rekorder, både senior og junior rekorder. Han vandt bl.a. en guld medalje i 4x100 m medley for seniorer, de andre medaljer vandt han i svømmestævner for juniorer.
- Guld – 4x100 m medley, sammen med Morten Klarskov, Søren Dahl og Jakob Andkjær [12] (Magnus svømmede de første 100 meter i tiden 55.03, som var ny færøsk senior og junior rekord)[13]
- Guld – 200 m ryg i tiden 2:00.71 (færøsk rekord og junior rekord)[14]
- Sølv – 200 m medley i tiden 2:05.26 (ny færøsk junior rekord).[15]
- Sølv – 50 m fly i tiden 25.10[16]
- Sølv – 50 m ryg i tiden 26.13[17]
- Bronze – 100 m fri i tiden 50.82[18]
- Bronze – 100 m medley i tiden 57.75 (ny færøsk junior rekord)[19]

### European Junior Championship 2011 i Beograd
Magnus Jákupsson deltog i de europæiske junior mesterskaber i svømning i juli 2011 i Beograd. Han vandt ikke nogen medalje, men satte flere nye færøske rekorder, både senior og junior rekorder. Placeringer, tider og rekorder:
- Nr. 10 i 50m ryg i tiden 26.76 (færøsk rekord og junior rekord)[20]
- Nr. 13 i 50m fly i tiden 24.96 (færøsk rekord og junior rekord)
- Nr. 24 i 100m fly i tiden 56.20 (færøsk rekord og junior rekord)
- Nr. 26 i 50m fri i tiden 23.90 (færøsk rekord og junior rekord)
- Nr. 26 i 200m ryg i tiden 2:08.88 (færøsk rekord og junior rekord)

### Island Games 2011
Magnus Jákupsson vandt 3 guld, 5 sølv og en bronze medalje til Island Games på Isle of Wight i juli 2011. Island Games et idræts stævne, ligesom en slags olympiade for øer og øgrupper. Han deltog for Færøerne. Resultater:
- Guld i mændenes 50m fly i tiden 24.79
- Guld i mændenes 4x50m fri i tiden 1:33.59 (sammen med Pál Joensen, Pauli Øssursson Mohr og Heðin Lisberg Olsen)[21]
- Guld i mændenes 4x100m fri i tiden 3:23.10 (sammen med Pál Joensen, Pauli Øssursson Mohr og Heðin Lisberg Olsen)
- Sølv i mændenes 100m ryg i tiden 54.74
- Sølv i mændenes 200m ryg i tiden 2:00.86
- Sølv i mændenes 4x100m medley i tiden 3:47.81 (sammen med Pál Joensen, Pauli Øssursson Mohr og Heðin Lisberg Olsen)
- Sølv i mændenes 4x50m medley i tiden 1:43.23 (sammen med Pál Joensen, Pauli Øssursson Mohr og Heðin Lisberg Olsen)
- Sølv i mændenes 50m ryg i tiden 25.84
- Bronze i mændenes 100m fly i tiden 55.95

### Danish Open 2012
Jákupsson deltog i Danish Open 2012 i Brønshøj i dagene 22. til 25. marts. Den første dag vandt han sølv i 50 m ryg i tiden 26.64, som var ny færøsk rekord. Han deltog også i indledende 200 m medley, men blev diskvalificeret. Den 24. marts svømmede Jákupsson sig i finalen i 100 m butterfly i tiden 55,47, som var ny færøsk rekord. Samme dag svømmede han sig også i finalen i 100 m ryg i tiden 59,48, som blev til en fjerdeplads. Han gav dog afbud til selve finalen. Dagen før til semifinalen svømmede han med en bedre tid 58,63. Jákupsson svømmede sig til to finalepladser, som skulle svømmes den 25. marts 2012. Han gav dog afbud til 200 m ryg. Hann blev nummar 7 i 100 m fly med tiden 55.46, som var ny færøsk rekord.

### Danish Open 2013
- Guld i 50 m ryg med tiden 25.92[26]
- Guld i 200 m ryg med tiden 2:03.98[27]

### Danmarks Mesterskaber på langbane 2013
- Guld i 50 m ryg med tiden 25.63[28] (hans personligt bedste tid overhovedet, og den hidtil bedste tid blandt danske svømmere i 2013)[29]
- Guld i 100 m ryg med tiden 55.99.[30]
- Guld i 200 m ryg med tiden 2:04.21.[31]
- Sølv i 4 x 100m frisvømning, herrer med tiden 3:26.38, sammen med Daniel Skaaning, Morten Klarskov og Frederik A. Mariegaard[32]

### Swedish Swim Games 2013
- Guld i 50 m ryg med tiden 24.64 (peronlig rekord)[33]
- Guld i 100 m ryg med tiden 52.63 (personlig rekord og stævnerekord)
- Guld i 200 m ryg med tiden 1:58.09
- Sølv i 50 m butterfly med tiden 24.03 (personlig rekord)[34]

### Danmarks Mesterskaber på kortbane 2013
- Guld i 50 m fri med tiden 24.21, som var ny dansk rekord. Andreas Schiellerup svømmede også distancen på præsis samme tid, så de vandt delt guld og satte begge to den nye rekord.[35]
- Guld i 100 m ryg med tiden 51.75 (personlig rekord), tiden var den trediebedste i Europa hidtil indenfor svømmeåret, og et godt stykke under kravtiden til EM i Herning, som var 53.16 sekund.[36]
- Guld i 200 m ryg med tiden 1:54.90, samtidig kvalifiserede han sig til EM 2013 i Herning, eftersom han klarede kravtiden, som var 1:55.27.[37]

### EM 2013 på kortbane i Herning
Jákupsson satte ny dansk rekord i 50 meter ryg ved EM i Herning, da han svømmede semifinalen med tiden 24.06. Han blev nummer 13.

### MOM Marseille 2014
Magnus blev udtaget til 3e Meeting Open Méditerranéen i Marseille som del af Graet Danes holdet. Konkurrencen blev afholdt fra den 7. til den 9. marts 2014.
- Guld i 100 m ryg i tiden 56.85
- Bronze i 50 m rygg i tiden 26.47[38]
- Nr. 9 i 100 m butterfly i tiden 56.32, han vandt B-finalen[39]

### Danish Open 2014 på langbane
- Guld i 50 m ryg i tiden 26.32 sek.[40]
- Bronze i 100 m ryg i tiden 56.06[41]

### DM på langbane 2014
- Guld i 50 m fri i tiden 26.30 sekund. Der var to vindere, Andreas Schiellerup vandt også guld, da begge havde pæcis samme tid.[42]

### Danmarksmester stævne på kortbane 2014 i Bellahøj
- Guld i 50 m butterfly med tiden 24.08
- Guld i 100 m butterfly med tiden 53.34
- Guld i 50 m ryg med tiden 24.86[43]
- Guld i 100 m ryg med tiden 53.82[44]
- Guld i 100 m medley med tiden 54.57[45]
- Bronze i 50 m fri med tiden 22.43
- Bronze i 100 m fri med tiden 49.66

### DM-Kortbane 2015
- Guld i 50 meter fri med tiden 22.31[46]
- Guld i 50 meter ryg med tiden 24.25[47]
- Guld i 4x50 meter medley med samlet tid for holdet Farum Guns H+ Arkitekter på 1:38.38. Jákupsson svømmede som den første af de fire med tiden 24.32[48]
- Guld i 4x100 meter fri med samlet tid for holdet Farum Guns H+ Arkitekter på 3:17.89[49]

### EM på kortbane 2015 i Netanya
Magnus Jákupsson satte to gange ny dansk rekord i 50 meter ryg på kortbane, først i indledende heats med tiden 24.01 og derefter i semifinalen med tiden 23.84. Han blev nummer 11 i semifinalen.
- Nr. 11 i 50 meter ryg med tiden 23.84 (dansk rekord)
- Nr. 16 i 100 meter ryg med tiden 51.93[52]

### Flanders Speedo Cup 2016
Jákupsson deltog i Flanders Speedo Cup weekenden 22. til 24. januar 2016 sammen med de danske landsholdssvømmere Great Danes og Vikings.
- Guld i 50 m ryg med tiden 25.44,[53] som var en tangering af den danske rekord på distancen, hvorefter Magnus Jákupsson blev indehaver af rekorden sammen med Mathias Gydesen, der satte rekorden tilbage i august 2010.[10]

## Eksterne links
- Magnus Jákupsson på Swimrankings.net (Webside ikke længere tilgængelig)
- VAT.dk Arkiveret 24. marts 2009 hos  Wayback Machine
- Magnus Jákupssons profil hos FINA (engelsk)
- Magnus Jákupssons profil på swimrankings.net (engelsk)